# Хризотемис
Хризоте́мис (лат. Chrysothemis) — род цветковых растений семейства Геснериевые (лат. Gesneriaceae), включающий в себя 7 видов многолетних травянистых клубневых эпифитов.

## Этимология названия
Название рода создано из двух греческих слов греч. χρυσούς — золотистый и греч. θεμις — закон, правило или другой вариант: греч. άνθη, άνθεμον — цветок, что в совокупности означает "золотистый цветок" и указывает на яркие, жёлтые, оранжевые цветки. Существует и версия, что растение названо по имени одной из дочерей Агамемнона и Клитемнестры — Хризотемис — Хрисофемиды.

## Ботаническое описание
Наземные или эпифитные многолетние травянистые клубневые растения высотой 35-40 см. Стебли сочные, прямые изредка полегающие. Листья супротивные, с коротким черешком, бронзово-зелёные, шероховатые, с рельефным жильчатым рисунком. Соцветия пазушные, или выходят прямо из стебля, на длинных цветоносах, из 1—9 цветков, часто кистевидного типа. Чашелистики сросшиеся, высокие, колокольчатой, почти кувшинчатой формы, иногда крылатые, желтого, зеленого, оранжевого или красного цвета. Венчик трубчатый, вздутый, колокольчатый, с 5-лопастным отгибом, сегменты отгиба округлые, цвет — жёлтый, оранжевый, красный с темными полосами. Тычинок 4, сросшиеся, нити тонкие, плоские, пыльники округлые, открываются по продольным бороздкам, не выступают из венчика. Завязь выпуклая, шаровидная, коническая или яйцевидная, опушённая. Плод — мясистая, двустворчатая коробочка, шаровидная или яйцевидная, которая окружена цельной сросшейся чашечкой.

## Ареал и климатические условия
Во влажных областях лесов и гор, в небольшой высоте над уровнем моря, от Эквадора до Гватемалы, в центральной Бразилии, Гвиане, Венесуэле и Малых Антильских островах.

## Хозяйственное значение и применение
Выращивается как горшочное растение. В культуре наиболее распространены виды хризотемис красивый (Chrysothemis pulchella), у которого есть и несколько интересных сортов, и хризотемис Фридрихшталя (Chrysothemis friedrichsthaliana).

## Агротехника
Посадка. Сажают в рыхлый, водо- и воздухопроницаемый субстрат, с добавлением торфа и песка; на дне горшка устраивают дренаж из слоя керамзита, черепков или крупнозернистого песка.
Уход. Растение светолюбиво, но не выносит прямых солнечных лучей. Полив обильный, но без застаивания воды в поддоне. Предпочитает повышенную влажность воздуха. Оптимальная температура 22-24°С. Регулярные подкормки в период роста — 1 раз в 2 недели комплексным удобрением. В конце осени растение постепенно перестают поливать и когда надземная часть усохнет, её отрезают и устанавливают горшок в прохладное место (17°С), не поливают.
Пересадка. В феврале-марте из горшка осторожно выбивают земляной ком и клубни пересаживают в свежий субстрат. Начинают поливать.
Размножение. Верхушечными черенками в конце весны, путём закоренения в тепличке в легком субстрате; делением клубней при пересадке ранней весной.

## Виды
По информации базы данных The Plant List, род включает 7 видов:
- Chrysothemis dichroa Leeuwenb. — Хризотемис двоякоокрашенный
- Chrysothemis friedrichsthaliana (Hanst.) H.E.Moore — Хризотемис Фридрихшталя
- Chrysothemis kuhlmannii Hoehne
- Chrysothemis pulchella (Donn ex Sims) Decne. — Хризотемис красивыйtypus
- Chrysothemis rupestris (Benth.) Leeuwenb. — Хризотемис скальный
- Chrysothemis semiclausa (Hanst.) Leeuwenb.
- Chrysothemis villosa (Benth.) Leeuwenb. — Хризотемис мохнатый

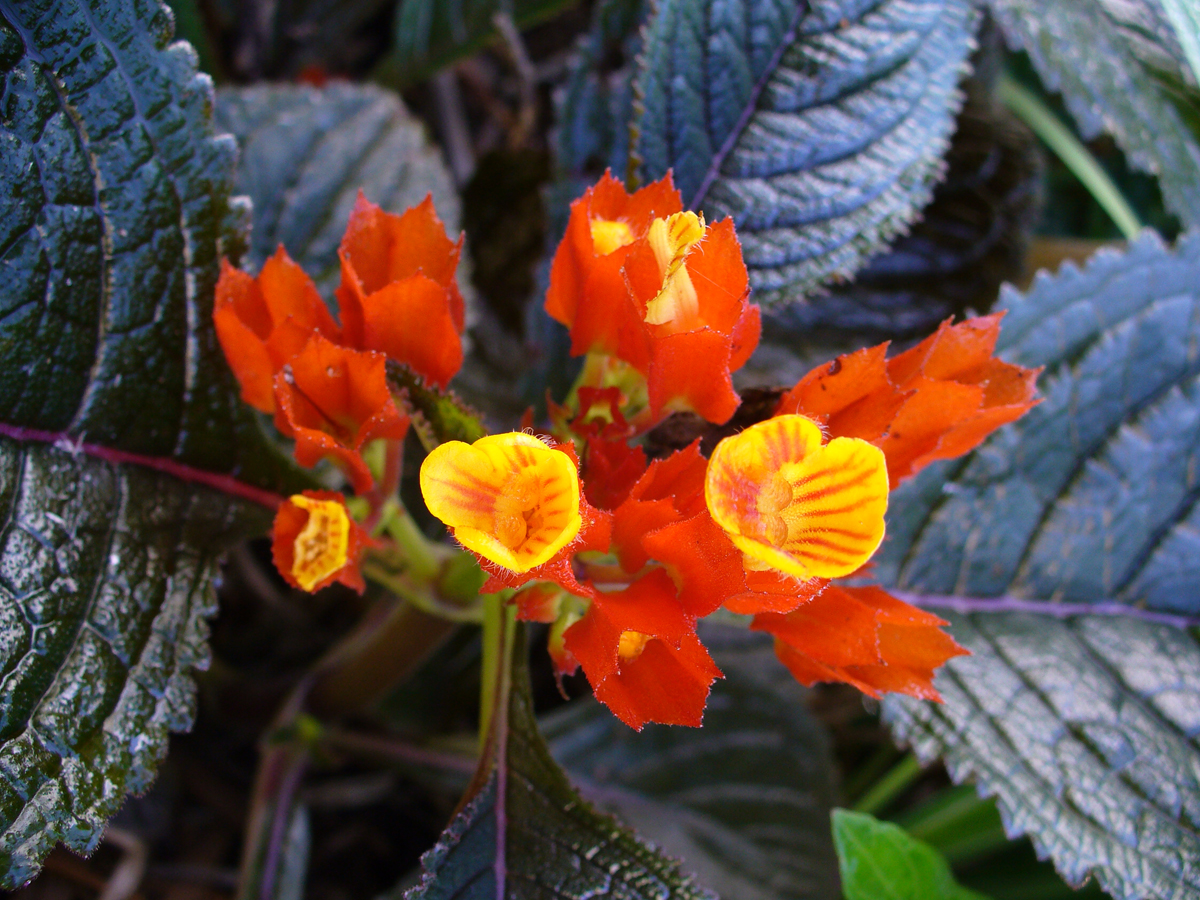
Хризотемис красивый (Chrysothemis pulchella)
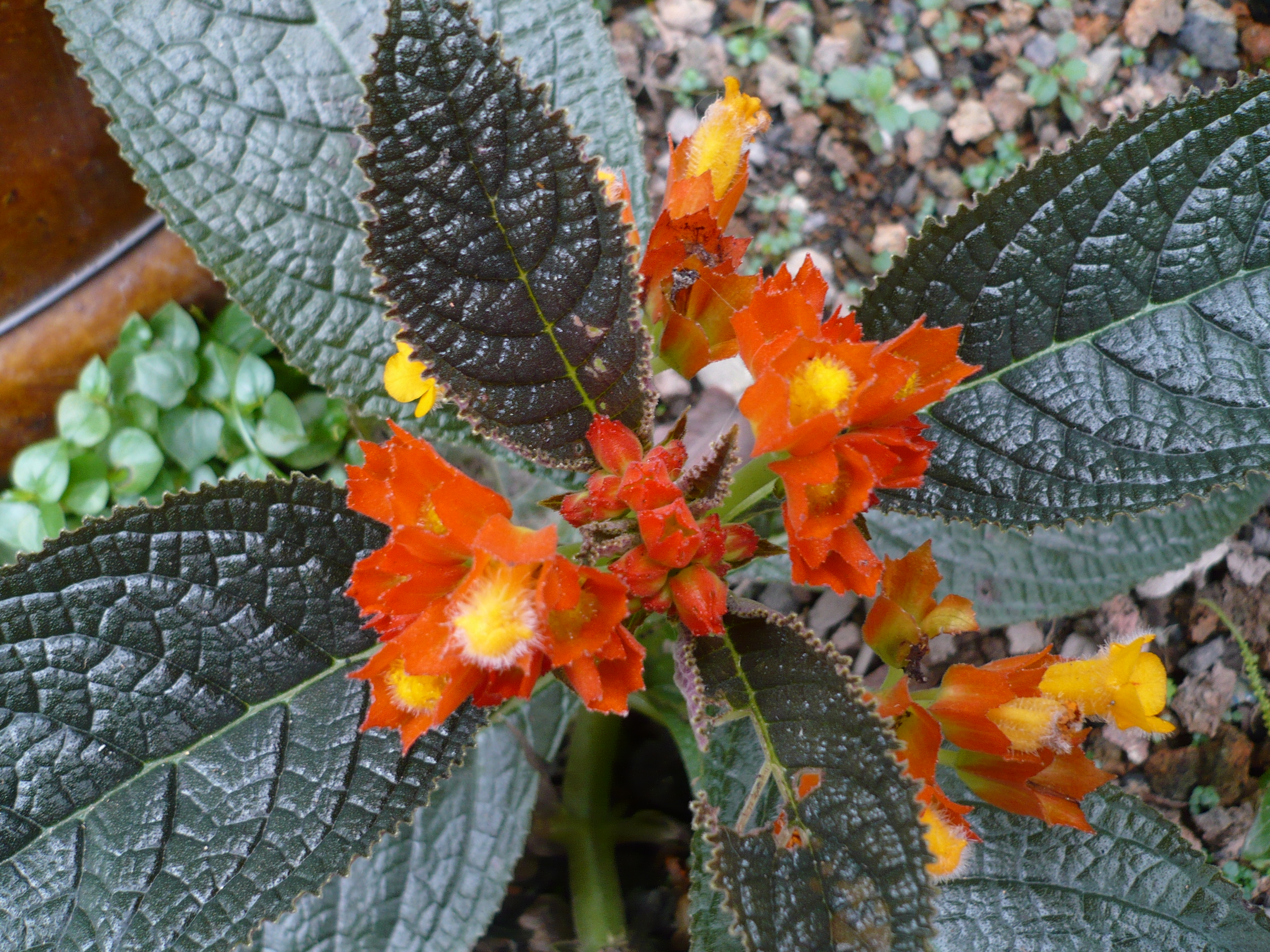
Хризотемис красивый (Chrysothemis pulchella)
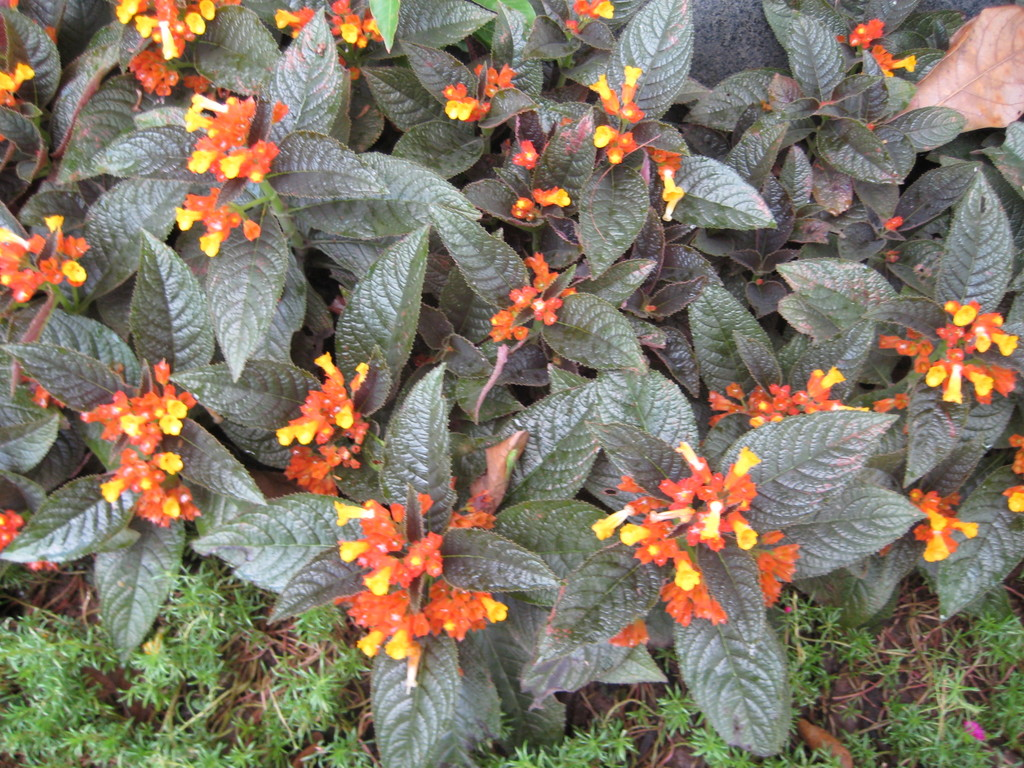
Хризотемис красивый (Chrysothemis pulchella)
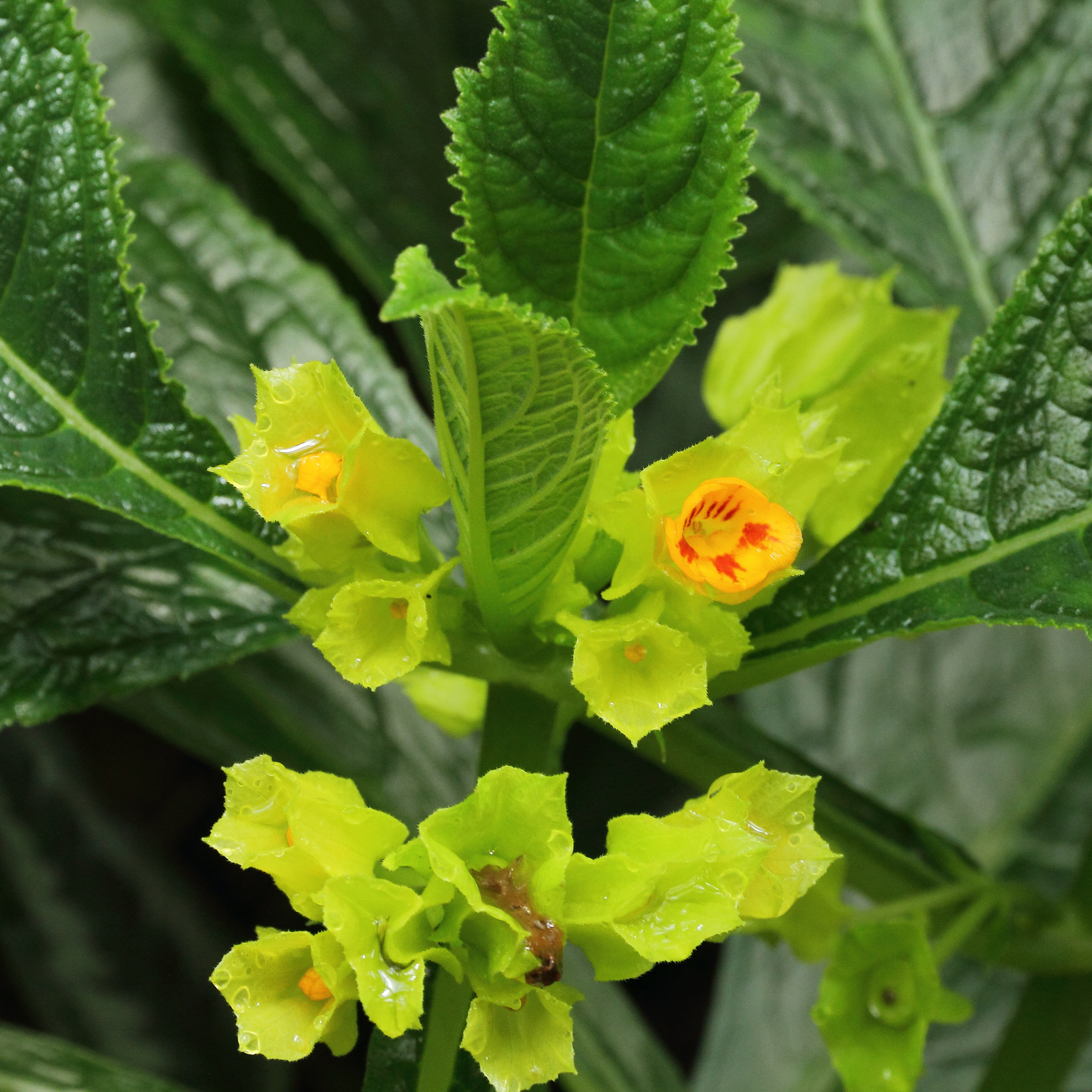
Хризотемис Фридрихшталя (Chrysothemis friedrichsthaliana)